# Marijan Stojković
Marijan Stojković (Podgora kod Makarske, 5. rujna 1879. – Zagreb, 10. travnja 1965.), bio je hrvatski jezikoslovac.

## Životopis
Marijan Stojković rođen je 1879. godine u Podgori kod Makarske. U rodnom mjestu je pohađao osnovnu školu a gimnaziju je završio u Splitu. Na sveučilištu u Grazu 1903. godine upisao je slavistiku, a tamo je i doktorirao 1908. godine s tezom O radu i životu isusovca Bartolomea Kašića. Predavao je kao srednjoškolski profesor u Zadru, Splitu, Dubrovniku, na Tehničkoj školi u Ljubljani te od 1924. godine u Zagrebu gdje je 1944. godine umirovljen. Po obnovi rada JAZU pozvan je u uređivački odbor akademijinog Rječnika kao stručnjak leksikolog, pa je sudjelovao u izradi od 53. sveska do kraja života.
Umro je 1965. godine. Pokopan je na zagrebačkome groblju Mirogoju.

## Djela
- Komoštre, P.o.: Zbornik za narodni život i običaje južnih Slavena, knj. 27., JAZU, Zagreb, 1930.
- Čudo od kokota, P.o.: Zbornik za narodni život i običaje južnih Slavena, knj. 28, sv. 1., JAZU, Zagreb, 1931.
- Ivan Lovrić, pristaša struje prosvjetljenja u Dalmaciji: prosvjetne kritike i književne polemike u XVIII. vijeku, P.o.: Zbornik za narodni život i običaje južnih Slavena, knj. 38, sv. 2., JAZU, Zagreb, 1932.
- Dvije hrvatske ljekaruše iz Dalmacije, P.o.: Zbornik za narodni život i običaje Južnih Slavena, knj. 31, sv. 2, Nadbiskupska tiskara, Zagreb, 1938.
- Hrvatske jezične i pravopisne dvojbe, pripremio i pogovor napisao Marko Samardžija, Biblioteka Croaticum, knj. 11, Pergamena, Zagreb, 2005.

## Vanjske poveznice
- Marijan Stojković, Vada, Vadina // Narodna starina, sv. 7, br. 16, 1928., str. 100-101., (Hrčak)
- Marijan Stojković, Orko // Narodna starina, sv. 11, br. 29, 1932., str. 226-227., (Hrčak)
- Marijan Stojković, Dvije hrvatske ljekaruše iz Dalmacije, Nadbiskupska tiskara, Zagreb, 1938.